# Liste der Naturdenkmale in Winden im Elztal
| Naturdenkmale | Anzahl |
| ------------- | ------ |
| FND           | 0      |
| END           | 3      |
| Gesamt        | 3      |

Die Liste der Naturdenkmale in Winden im Elztal nennt die verordneten Naturdenkmale (ND) der im baden-württembergischen Landkreis Emmendingen liegenden Gemeinde Winden im Elztal. In Winden im Elztal gibt es insgesamt drei als Naturdenkmal geschützte Objekte, keines ist ein flächenhaftes Naturdenkmal (FND), alle sind Einzelgebilde-Naturdenkmale (END).
Stand: 1. November 2016.

## Einzelgebilde (END)
| Name                                | Bild | Kennung     | Einzelheiten     | Position | Fläche Hektar | Datum         |
| ----------------------------------- | ---- | ----------- | ---------------- | -------- | ------------- | ------------- |
| 1 Eiche (Leheneiche)                | BW   | 83160550003 | Winden im Elztal | ⊙        | 0,0           | 5. Feb. 1973  |
| 1 Weißtanne, „Große Erzenwaldtanne“ | BW   | 83160550002 | Winden im Elztal | ⊙        | 0,0           | 12. Jan. 1968 |
| 3 Eiben und Eibenfelsen             | BW   | 83160550001 | Winden im Elztal | ⊙        | 0,0           | 10. Juni 1939 |
| Legende für Naturdenkmal            |      |             |                  |          |               |               |